# Bučany
Bučany es un municipio del distrito de Trnava en la región de Trnava, Eslovaquia, con una población estimada a final del año 2024 de 2380 habitantes.
Se encuentra ubicado en el centro de la región, cerca del río Váh (cuenca hidrográfica del Danubio) y de la frontera con la región de Bratislava.

## Demografía
| Año        | 1994 | 2004    | 2014    | 2024    |
| ---------- | ---- | ------- | ------- | ------- |
| Población  | 2050 | 2157    | 2300    | 2380    |
| Diferencia |      | +5,21 % | +6,62 % | +3,47 % |

| Año        | 2023 | 2024    |
| ---------- | ---- | ------- |
| Población  | 2386 | 2380    |
| Diferencia |      | −0,25 % |